# Бродячий жрец
«Бродячий жрец» — комедия древнегреческого драматурга Менандра (конец IV — начало III века до н. э.), от которой сохранился только один короткий фрагмент в два стиха, приведённый другим античным автором. Это реплика неизвестного персонажа: «Богатством обладать умело следует, // а то иных богатство лишь уродует» (фрг. 259). О времени написания и сюжете пьесы ничего не известно, её заглавный герой — бродячий жрец богини Кибелы.